# 系属校
系属校（けいぞくこう）は、特定の大学と連携関係を持つ初等教育・中等教育を行う学校のことである。

## 概要
系属校は系属関係を持つ大学を運営する学校法人とは、別の学校法人に運営される形態を取っている。またその系属校の理事長を、系属関係を持つ大学の理事長、理事、総長、学長などが兼任している場合が多い。多くの系属校はその特定の大学に対し、一般受験者と比べ優先的入学を認められている場合が多い。
附属学校との相違点としては、一般的に系属している大学に対し別法人である点であるが、多くの大学系属校は大学附属校であると名乗っている場合が多い。同義語として準附属がある。これに対し、同一法人で運営しているものの、所謂エスカレーター式に系列大学へ内部進学することが出来ず、各系列校一斉の推薦入試を設けている場合は併設校と呼ぶ場合がある。このほか、宗教系学校のなかには同一宗派の高等学校に多くの推薦枠を与えている場合があるが、これは学校法人同士の結びつきではなく、上部に位置する宗教法人を介しての結びつきによることが多い。

## 系属校・準附属校の関連学校法人一覧

### 藍野グループ
- 学校法人藍野大学
  - 藍野大学
  - 藍野大学短期大学部
  - 滋賀医療技術専門学校
  - 藍野高等学校

- 学校法人東北文化学園大学
  - 東北文化学園大学
  - 東北文化学園専門学校
  - 久慈幼稚園、友愛幼稚園

### 大阪商業大学系
- 学校法人谷岡学園
  - 大阪商業大学、神戸芸術工科大学
  - 大阪商業大学高等学校、大阪商業大学堺高等学校、大阪緑涼高等学校
  - 大阪商業大学附属幼稚園

- 学校法人至学館
  - 至学館大学
  - 至学館大学短期大学部
  - 至学館高等学校
  - 至学館大学附属幼稚園

### 大妻女子大学系
- 学校法人大妻学院
  - 大妻女子大学
  - 大妻中学校・高等学校、大妻多摩中学校・高等学校、大妻中野中学校・高等学校、大妻嵐山中学校・高等学校

- 学校法人函館大妻学園
  - 函館大妻高等学校

### 加計学園グループ
- 学校法人加計学園
  - 岡山理科大学、倉敷芸術科学大学、千葉科学大学
  - 岡山理科大学専門学校、玉野総合医療専門学校
  - 岡山理科大学附属中学校・高等学校
  - 御影インターナショナルこども園

- 学校法人順正学園
  - 吉備国際大学、九州保健福祉大学
  - 順正高等看護福祉専門学校、九州保健福祉大学総合医療専門学校

- 学校法人英数学館
  - 並木学院高等学校、並木学院福山高等学校
  - 英数学館
  - 福山福祉専門学校、広島アニマルケア専門学校

- 学校法人広島加計学園
  - 英数学館小学校・中学校・高等学校

- 学校法人吉備高原学園
  - 吉備高原学園高等学校

- 学校法人ゆうき学園
  - ゆうき幼稚園

### 九州産業大学系
- 学校法人中村産業学園
  - 九州産業大学
  - 九州産業大学造形短期大学部

- 学校法人中村英数学園
  - 九州英数学舘

- 学校法人九州中村高等学園
  - 九州産業大学付属九州高等学校

- 学校法人九州産業工学園
  - 九州産業大学付属九州産業高等学校

### 近畿大学系
- 学校法人近畿大学
  - 近畿大学
  - 近畿大学短期大学部、近畿大学九州短期大学
  - 近畿大学工業高等専門学校
  - 近畿大学附属看護専門学校
  - 近畿大学附属中学校・高等学校、近畿大学附属豊岡中学校・高等学校、近畿大学附属和歌山中学校・高等学校、
近畿大学附属新宮中学校・高等学校、近畿大学附属広島中学校・高等学校福山校、近畿大学附属広島中学校・高等学校東広島校、
近畿大学附属福岡高等学校
  - 近畿大学附属小学校
  - 近畿大学附属幼稚園、近畿大学九州短期大学附属幼稚園

- 学校法人弘徳学園
  - 姫路大学
  - 豊岡短期大学
  - こうのとり認定こども園

- 学校法人泉州学園
  - 近畿大学泉州高等学校

### 甲南大学系
- 学校法人甲南学園
  - 甲南大学
  - 甲南中学校・高等学校
- 学校法人甲南女子学園
  - 甲南女子大学
  - 甲南女子中学校・高等学校
- 学校法人甲南学園甲南小学校
  - 甲南小学校
  - 甲南幼稚園
- 社会福祉法人甲南愛育会
  - 甲南こども園

### 國學院大學系
- 学校法人國學院大學
  - 國學院大學
  - 國學院大學北海道短期大学部
  - 國學院高等学校、國學院大學久我山中学校・高等学校
  - 國學院大學附属幼稚園、國學院幼稚園

- 学校法人國學院大學栃木学園
  - 國學院大學栃木短期大学
  - 國學院大學栃木中学校・高等学校
  - 國學院大學栃木二杉幼稚園

### 田村学園グループ
- 学校法人田村学園
  - 多摩大学
  - 多摩大学目黒中学校・高等学校、多摩大学附属聖ヶ丘中学校・高等学校
  - 目黒幼稚園、大森双葉幼稚園、三宿さくら幼稚園

- 学校法人渋谷教育学園
  - 渋谷教育学園渋谷中学校・高等学校、渋谷教育学園幕張中学校・高等学校
  - 渋谷幼稚園、浦安幼稚園、浦安こども園
  - 早稲田渋谷シンガポール校
  - ブリティッシュスクール・イン・東京

- 学校法人青葉学園
  - 東京医療保健大学
  - 青葉学園幼稚園、青葉学園野沢こども園

### 純心ファミリー
- 学校法人純心女子学園
  - 長崎純心大学
  - 純心中学校・純心女子高等学校
- 学校法人鹿児島純心女子学園
  - 鹿児島純心大学
  - 鹿児島純心女子短期大学
  - 鹿児島純心女子中学校・高等学校
  - 鹿児島純心大学附属純心幼稚園
- 東京純心女子学園
  - 東京純心大学
  - 東京純心女子中学校・高等学校

### 城西大学系
- 学校法人城西大学[2]
  - 城西大学、城西国際大学
  - 城西短期大学

- 学校法人城西学園
  - 城西放射線技術専門学校
  - 城西大学附属城西中学校・高等学校

- 学校法人城西川越学園
  - 城西川越中学校・城西大学付属川越高等学校

- 学校法人城西医療学園
  - 日本医療科学大学

### イエズス会（上智大学）系
- 学校法人上智学院
  - 上智大学
  - 上智大学短期大学部
  - 上智社会福祉専門学校
  - 栄光学園中学校・高等学校
  - 上智福岡中学校・高等学校
  - 広島学院中学校・高等学校
  - 六甲学院中学校・高等学校
- 学校法人エリザベト音楽大学
  - エリザベト音楽大学

### シャルトル聖パウロ修道女会（白百合学園）系
- 学校法人函館白百合学園
  - 函館白百合学園中学校・高等学校
  - 函館白百合学園幼稚園

- 学校法人盛岡白百合学園
  - 盛岡白百合学園中学校・高等学校
  - 盛岡白百合学園小学校
  - 盛岡白百合学園幼稚園

- 学校法人仙台白百合学園
  - 仙台白百合女子大学
  - 仙台白百合学園中学校・高等学校
  - 仙台白百合学園小学校
  - 仙台白百合学園幼稚園

- 学校法人白百合学園
  - 白百合女子大学
  - 白百合学園中学校・高等学校
  - 白百合学園小学校
  - 白百合学園幼稚園

- 学校法人八代白百合学園
  - 八代白百合学園高等学校
  - 八代白百合学園幼稚園

- 学校法人関町白百合学園
  - 関町白百合学園幼稚園

- 学校法人湘南白百合学園
  - 湘南白百合学園中学・高等学校
  - 湘南白百合学園小学校
  - 湘南白百合学園幼稚園

- 学校法人函嶺白百合学園
  - 函嶺白百合学園中学校・高等学校
  - 函嶺白百合学園小学校

### 駿台グループ
- 学校法人駿河台学園[3]
  - 駿台予備学校
  - 駿台電子情報&ビジネス専門学校
  - 駿台外語&ビジネス専門学校
  - 駿台トラベル&ホテル専門学校
  - 駿台観光&外語ビジネス専門学校
  - 駿台法律経済&ビジネス専門学校

- 学校法人駿河台大学
  - 駿河台大学
  - 駿河台大学第一幼稚園

- 学校法人駿台甲府学園
  - 駿台甲府小学校・中学校・高等学校

### 専修大学系[4]
- 学校法人専修大学
  - 専修大学、石巻専修大学

- 学校法人専修大学附属高等学校
  - 専修大学附属高等学校

- 学校法人専修大学松戸高等学校[5]
  - 専修大学松戸中学校・高等学校
  - 専修大学松戸幼稚園

- 学校法人玉名学園
  - 専修大学熊本玉名高等学校

- 学校法人北上学園
  - 専修大学北上福祉教育専門学校
  - 専修大学北上高等学校
  - 専修大学北上幼稚園

### 拓殖大学系
- 学校法人拓殖大学
  - 拓殖大学
  - 拓殖大学北海道短期大学
  - 拓殖大学第一高等学校

- 学校法人紅陵学院
  - 拓殖大学紅陵高等学校、志学館中等部・高等部

### 敬愛グループ
- 学校法人千葉敬愛学園
  - 敬愛大学
  - 千葉敬愛短期大学
  - 千葉敬愛高等学校、敬愛学園高等学校
  - 千葉敬愛短期大学附属幼稚園

- 学校法人長戸路学園
  - 敬愛大学八日市場高等学校、横芝敬愛高等学校

### 都築学園グループ
- 学校法人都築学園
  - 第一薬科大学、神戸医療福祉大学、日本薬科大学
  - お茶の水はりきゅう専門学校、関東リハビリテーション専門学校、東京マルチメディア専門学校、
名古屋デジタル工科専門学校、福岡天神医療リハビリ専門学校、第一自動車大学校
  - 福岡第一高等学校、第一薬科大学付属高等学校
  - せふり幼稚園・保育園、みやこ幼稚園

- 学校法人都築育英学園
  - 日本経済大学
  - 福岡こども短期大学
  - リンデンホールスクール中高学部
  - リンデンホールスクール小学部
  - だいいち幼稚園・保育園

- 学校法人都築教育学園
  - 第一工業大学
  - 第一幼児教育短期大学
  - 札幌医療リハビリ専門学校、鹿児島第一医療リハビリ専門学校、第一幼児教育専門学校
  - 鹿児島第一中学校・高等学校
  - 鹿児島第一幼稚園

- 学校法人都築第一学園
  - 横浜薬科大学
  - むろずみ幼稚園・保育園

- 学校法人都築科学学園
  - 関東柔道整復専門学校

### 帝京大学グループ
- 学校法人帝京大学
  - 帝京大学
  - 帝京大学短期大学
  - 帝京高等看護学院、帝京山梨看護専門学校
  - 帝京大学中学校・高等学校、帝京大学可児中学校・高等学校
  - 帝京大学小学校、帝京大学可児小学校
  - 帝京大学幼稚園、帝京幼稚園

- 学校法人帝京平成大学
  - 帝京平成大学

- 学校法人帝京科学大学
  - 帝京科学大学
  - 帝京福祉専門学校
  - 帝京第五高等学校、帝京冨士中学校・高等学校
  - 愛媛帝京幼稚園

- 学校法人帝京学園
  - 帝京学園短期大学
  - 帝京第三高等学校、帝京大学系属帝京中学校・高等学校

- 学校法人冲永学園
  - 帝京短期大学
  - 帝京八王子中学校・高等学校
  - 帝京めぐみ幼稚園、帝京にしき幼稚園

- 学校法人帝京安積学園
  - 帝京安積高等学校

- 学校法人帝京蒼柴学園
  - 帝京長岡高等学校
  - 帝京長岡幼稚園

- 学校法人荘山学園
  - 三葉幼稚園

### 東海大学系
- 学校法人東海大学
  - 東海大学
  - 東海大学短期大学部、東海大学医療技術短期大学
  - 東海大学付属浦安高等学校・中等部、東海大学付属相模高等学校・中等部、東海大学付属高輪台高等学校・中等部、
東海大学付属静岡翔洋高等学校・中等部、東海大学付属大阪仰星高等学校・中等部、東海大学付属熊本星翔高等学校、
東海大学付属諏訪高等学校、東海大学付属札幌高等学校、東海大学付属福岡高等学校、東海大学付属市原望洋高等学校、
東海大学付属望星高等学校
  - 東海大学付属静岡翔洋小学校
  - 東海大学付属静岡翔洋幼稚園、東海大学付属本田記念幼稚園、東海大学付属自由ヶ丘幼稚園、東海大学付属かもめ幼稚園
  - ハワイ東海インターナショナルカレッジ

- 学校法人東海大学甲府学園
  - 東海大学付属甲府高等学校

- 学校法人東海山形学園
  - 東海大学山形高等学校

- 学校法人菅生学園
  - 東海大学菅生高等学校・中等部

- 学校法人国際武道大学
  - 国際武道大学

### 東急グループ
- 学校法人亜細亜学園
  - 亜細亜大学

- 学校法人五島育英会
  - 東京都市大学
  - 東京都市大学塩尻高等学校、東京都市大学付属中学校・高等学校、東京都市大学等々力中学校・高等学校
  - 東京都市大学付属小学校
  - 東京都市大学二子幼稚園
  - 東急自動車学校

### 同志社大学系
- 学校法人同志社
  - 同志社大学、同志社女子大学
  - 同志社中学校・高等学校、同志社香里中学校・高等学校、同志社国際中学校・高等学校、同志社女子中学校・高等学校
  - 同志社小学校、同志社国際学院初等部
  - 同志社幼稚園
  - 同志社国際学院国際部

- 学校法人新島学園
  - 新島学園短期大学
  - 新島学園中学校・高等学校

### 神言会・聖霊会（南山大学）系
- 学校法人南山学園
  - 南山大学
  - 南山中学校・高等学校、南山国際中学校・高等学校、聖霊中学校・高等学校、聖園女学院中学校・高等学校
  - 南山大学附属小学校
  - 聖園女学院附属聖園幼稚園、聖園女学院附属聖園マリア幼稚園

- 学校法人聖霊学園
  - 聖霊女子短期大学
  - 聖霊学園高等学校
  - 聖霊女子短期大学付属幼稚園・保育園

- 学校法人長崎南山学園
  - 長崎南山中学校・高等学校

- 学校法人長崎南山第二学園
  - 長崎南山小学校
  - 長崎南山認定こども園

### 日本大学系
- 学校法人日本大学
  - 日本大学
  - 日本大学短期大学部
  - 日本大学医学部附属看護専門学校、日本大学歯学部附属歯科技工専門学校、
日本大学歯学部附属歯科衛生専門学校、日本大学松戸歯学部附属歯科衛生専門学校
  - 日本大学高等学校・中学校、日本大学藤沢中学校・高等学校、日本大学豊山中学校・高等学校、日本大学豊山女子中学校・高等学校、
日本大学三島中学校・高等学校、日本大学山形高等学校、日本大学東北高等学校、日本大学習志野高等学校、日本大学櫻丘高等学校、
日本大学鶴ヶ丘高等学校、日本大学明誠高等学校
  - 日本大学藤沢小学校
  - 日本大学幼稚園、日本大学認定こども園

- 学校法人日本大学第一学園
  - 日本大学第一中学校・高等学校、千葉日本大学第一中学校・高等学校
  - 千葉日本大学第一小学校

- 学校法人日本大学第二学園
  - 日本大学第二中学校・高等学校

- 学校法人日本大学第三学園
  - 日本大学第三中学校・高等学校

- 学校法人札幌日本大学学園
  - 札幌日本大学中学校・高等学校

- 学校法人佐野日本大学学園
  - 佐野日本大学短期大学
  - 佐野日本大学中等教育学校、佐野日本大学高等学校

- 学校法人土浦日本大学学園
  - 土浦日本大学中等教育学校、土浦日本大学高等学校、岩瀬日本大学高等学校

- 学校法人長野日本大学学園
  - 長野日本大学中学校・高等学校
  - 長野日本大学小学校

- 学校法人大垣日本大学学園
  - 大垣日本大学高等学校

- 学校法人長崎日本大学学園
  - 長崎日本大学中学校・高等学校

- 学校法人宮崎日本大学学園
  - 宮崎日本大学中学校・高等学校

### 明治大学系
- 学校法人明治大学
  - 明治大学
  - 明治大学付属明治中学校・高等学校

- 学校法人中野学園
  - 明治大学付属中野中学校・高等学校
  - 明治大学付属中野八王子中学校・高等学校

### 立教大学系
- 学校法人立教学院
  - 立教大学
  - 立教池袋中学校・高等学校、立教新座中学校・高等学校
  - 立教小学校
  - 立教英国学院

- 学校法人立教女学院
  - 立教女学院中学校・高等学校
  - 立教女学院小学校

### 立正大学系
- 学校法人立正大学学園
  - 立正大学
  - 立正大学付属立正中学校・高等学校

- 学校法人淞南学園
  - 立正大学淞南高等学校

- 学校法人熊谷立正学園
  - 立正大学系列立正幼稚園

### 早稲田大学系
- 学校法人早稲田大学
  - 早稲田大学
  - 早稲田大学芸術学校
  - 早稲田大学本庄高等学院、早稲田大学高等学院・中学部

- 学校法人早稲田実業学校
  - 早稲田大学系属早稲田実業学校初等部・中等部・高等部

- 学校法人早稲田高等学校
  - 早稲田中学校・高等学校

- 学校法人早稲田大阪学園
  - 早稲田摂陵高等学校

- 学校法人大隈記念早稲田佐賀学園[6]
  - 早稲田佐賀中学校・高等学校

- 学校法人早稲田渋谷プライベートリミテッド[7]
  - 早稲田渋谷シンガポール校